# Pleiades Company
Pleiades Company（プレアデスカンパニー）は、『時の故郷』をはじめとするブラウザゲームの製作者。もしくはそのWebサイトを指す。2014年2月16日をもってWebサイトは閉鎖され、跡地にソフト再配布の禁止が表明されている。

## 概要
1997年5月に「牧尾屋」として開設。当該サイトの管理人が当時使用していたハンドル名はMAKIO。
公開当初のコンテンツはお笑いネタ系が主力であったが、Webコミック『環境戦隊エコレンジャー』の連載開始によってしだいに真面目路線へと移行。1999年にフリーウェアのブラウザゲーム『時の館』を発表したのを皮切りに、『時の封土』、『リンクバトラー』を続けて世に送り出した。
そして2001年7月、出世作とも言える『時の故郷』が公開された。公開当初の知名度は低かったが、2002年2月に「ベクター」、「窓の杜」において紹介されて、練られたシナリオや、映像や音楽、効果音も含めた丁寧さが評価された。その後、『時の故郷』は多くのパソコン雑誌に掲載され、さらに過去作品の『時の館』『時の封土』まで一部雑誌に収録されることとなり、その完成度の高さが評価された。また、『時の故郷』は英訳され、「イーオン」の英語学習サイト“ペラペラ”に公開された。
2002年には『アクアノートキャンパス』を発表。過去作品と同様、「窓の杜」「ベクター」や、複数のパソコン雑誌にも紹介された。
2003年から2004年にかけ、『Erinyes』を章ごとに連載。完成後、「窓の杜」では「フリーソフトとは思えないほど完成度の高い作品」、「ベクター」では、「自由度も難易度も高い」「現在ではめずらしい本格派の純粋アドベンチャーゲーム」という高評価を得た。2011年8月、『Erinyes』は「窓の杜」のトップページにある「ソフトライブラリー」に収録された。2012年5月現在、アドベンチャーゲームは「ソフトライブラリー」にわずか3作しか収録されていない。
Pleiades Companyの原型となったのは、当時『Scape Gunner』を公開していた「Preades Company」である。その後、牧尾屋のコンテンツ整理に便乗してPleiades Companyへ作品を移行した。
牧尾屋は2003年7月19日、Pleiades Companyへ主力コンテンツのブラウザゲームをすべて移行。牧尾屋には「日記」「プログラム」「小説」のみが残ることとなった。
Pleiades Company移行当初、牧尾屋はMAKIO個人のWebサイトとして残す予定だったが、プロバイダ変更に伴って当時のWebスペースの維持が出来なかったために閉鎖され、Pleiades Companyへ一本化された。牧尾屋閉鎖に伴い、一部コンテンツをPleiades Company Arcadeへ継承した。
結婚他の理由により、管理人が2008年8月26日付の日記にて活動の終了を宣言。公開中のブラウザゲームと一部Webコミックの紹介文のみ、vector上の「Pleiades Company Products Download Center」に移され、他は全てブラウザから消えることとなった。製作中であった『雪月花』（『Erinyes』エンディング20のアフターストーリー）は全七章予定の第一章のみ、連載中の小説『Scape Gunner』はAct8の途中と、いずれも未完となった。また、ホームページ創立10周年を記念して造られたカードゲーム『かーぷろ!!』はVer 0.4までの公開となり、日記で語られていた構想の一部は実現しなかった。
2014年2月12日付でWebサイトの閉鎖と作品の公開終了を宣言し、同年2月16日に閉鎖した。
Vector上の跡地には再配布の禁止と移植作品の配布継続などの説明が記されており、現在は作品をダウンロードすることができない。

## 評価
登場人物の感情の描写と完成度の高さが評価されている。また「淡く切ない情感に溢れた、非常に優れたシナリオが特徴」
とも評されている。

## 主な作品
牧尾屋時代からの作品も含む。

### オンラインコミック
- 激顔仮面モアイマン
- 環境戦隊エコレンジャー

### 小説
- 最後の手紙
- 灰色の仮面
- シルフィードの翼
- 旅路
- Scape Gunner（未完）

### ゲーム
- 時の館
- 時の封土
- リンクバトラー
- 時の故郷
- アクアノートキャンパス
- Erinyes
- 雪月花（第一章のみ公開、未完）
- かーぷろ!!（ベータ版のみ公開）

## Makioya Interactive CD
牧尾屋時代に、Webサイト上で以下のタイトルのソフトウェアCDを販売していた。2005年頃に販売が終了した。
Overwhelm
WebサイトのアーカイブCD第1弾。設立当初から2000年上半期までの牧尾屋を採録。また、MAKIO作曲の楽曲6曲を収録。
時の故郷
時の故郷完全版CD。フリーウェアとして公開された本編および新規に制作された追加シナリオのほか、オリジナル壁紙、SC-88の演奏によるBGM、おまけコーナー、PC-98x1用ゲーム（T98-Next用ディスクイメージ）を収録。
Overwhelm2003
WebサイトのアーカイブCD第2弾。2000年下半期から閉鎖する2003年7月までの牧尾屋を採録。また、MAKIO作曲の楽曲6曲を収録。

## シェアウェア販売
2006年頃より、以下の2作品がダウンロード販売の形で公開された。
時の故郷
フリーウェアの基本シナリオ部分に、シェアオリジナルの追加シナリオを加えたもの。
ベクター版とサーパラマーケット版の2バージョンが公開されていた。CD版に収録されていたおまけコーナー、T98-Next用のおまけゲームが同梱されているのはサーパラマーケット版のみ。CD版に収録されていた壁紙、デジタル録音のBGMは両バージョンとも含まれていない。
ベクター版の販売は2007年3月18日、サーパラマーケット版は2011年4月7日をもって終了した。
その後、ベクターからフリーウェアとしてダウンロードが可能だったが、2014年2月16日に閉鎖された。
Overwhelm2006
Overwhelm、Overwhelm2003の内容をミックスし、新曲や『Erinyes』ハイグレード版などの特典を追加したオンラインマガジン。サーパラマーケットのみで取り扱われていたが、2011年4月7日をもって終了した。